# Atletski savez Crne Gore
La Atletski savez Crne Gore (ASCG) è una federazione sportiva che ha il compito di promuovere la pratica dell'atletica leggera e coordinarne le attività dilettantistiche ed agonistiche in Montenegro. 